# ماریو کاساس
ماریو کاساس سی‌یرا (اسپانیایی: Mario Casas Sierra‎؛ زادهٔ ۱۲ ژوئن ۱۹۸۶) بازیگر اهل اسپانیا است. او با نقش‌آفرینی در سریال تلویزیونی مردان پاکو و بعداً در فیلم سینمایی سه قدم بالاتر از بهشت به شهرت رسید.

## اوایل زندگی
کاساس در لاکرونیا زاده شد و در سن ۴ سالگی با والدینش به بارسلون نقل مکان کردند. او پس از تحصیل در «مدرسه هنرهای نمایشی کریستینا روتا» مصمم شد تا بازیگر شود.

## حرفهٔ بازیگری

### ۲۰۰۵–۲۰۱۰: کارهای اولیه و آغاز پیشرفت
کاساس از سال ۲۰۰۵ و در سن ۱۹ سالگی بازیگری جدی را با حضور در مجموعه‌های احساسی تلویزیونی آغاز کرد، و سپس در چندین فیلم اسپانیایی نقش‌های کوچکی را ایفا نمود. در واقع ماریو کاساس حرفه بازیگری خود را با حضور در سریال‌های تلویزیونی وسواس، انگیزه‌های شخصی و زنان آغاز کرد. او با نخستین بازی خود در فیلم باران تابستان به کارگردانی آنتونیو باندراس در سال ۲۰۰۶ مورد توجه رسانه‌های داخلی قرار گرفت.
در همان سال او به گروه بازیگران سریال اس‌ام‌اس: بی‌واهمه از رؤیا درشبکهٔ تلویزیونی «لاسکستا» پیوست. سپس کاساس در نقش «آئیتور کاراسکو» در سریال مردان پاکو در شبکهٔ آنتنا ۳ ظاهر شد که بین سال‌های ۲۰۰۷ تا ۲۰۱۰ در آن نقش‌آفرینی نمود و مورد توجه مخاطبان بین‌المللی قرار گرفت.
در سال ۲۰۰۹، کاساس در دو فیلم موفق ظاهر شد، فرار مغزها در نقش مقابل آمایا سالامانکا، و سکس، مهمانی و دروغ به همراه بهترین دوستش یون گونسالس و همچنین آنا ماریا پلبورسا، آنا د آرماس و اوگو سیلبا. هر دو فیلم موفق شدند در آخر هفته اکران خود پیشتاز فروش گیشه باشند. در سال ۲۰۱۰، کاساس در فیلم بدن نئونی به کارگردانی پاکو کابساس بازی کرد. اواخر همان سال در دسامبر ۲۰۱۰، او در فیلم سه قدم بالاتر از بهشت در نقش مقابل ماریا والورده ظاهر شد. این فیلم در نهایت پرفروش‌ترین فیلم اسپانیایی سال شد و دنبالهٔ فیلم می‌خواهمت بود، که در آن کاساس، والورده و کلارا لاگو بازی می‌کنند و در سال ۲۰۱۲ به نمایش درآمده بود. او همچنین در فیلم ترس (۲۰۱۰) به کارگردانی ژاومه بالاگرو ظاهر شد.

### ۲۰۱۱–اکنون: گسترش حرفه و موفقیت‌های بیشتر

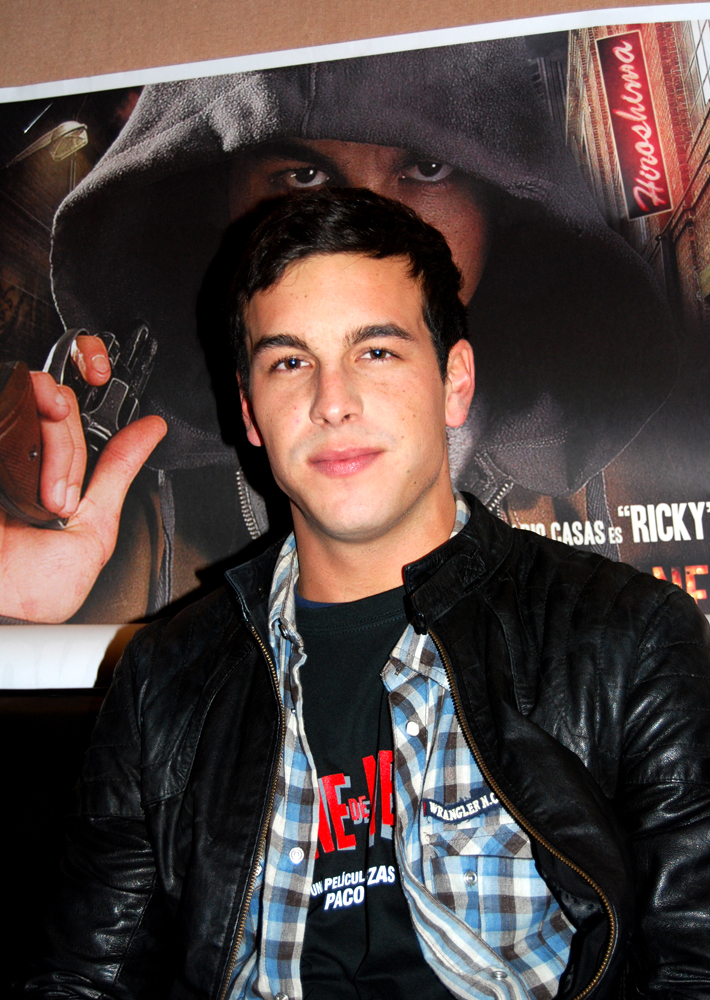
ماریو کاساس در ژانویه ۲۰۱۱، در جریان مراسم اکران بدن نئونی

از سال ۲۰۱۱، کاساس در سریال کشتی شبکهٔ آنتنا ۳ بازی کرد، او همچنین در سریال می‌خواهمت نقش‌آفرینی نمود که در سال ۲۰۱۲ منتشر شد. در اواخر سال ۲۰۱۳ و اوایل سال ۲۰۱۴، او برای دومین پروژه سینمایی خود به زبان انگلیسی به نام ۳۳ با آنتونیو باندراس و ژولیت بینوش به کلمبیا و شیلی رفت، فیلمی که بر اساس حادثه ۲۰۱۰ معدن سن خوزه ساخته شد. در سال ۲۰۱۵، ماریو همچنین در دو فیلم دیگر بازی کرد: فیلم کمدی شب بزرگ من به کارگردانی آلکس د لا ایگلسیا و همچنین در درام عاشقانهٔ درختان نخل در برف که او دوباره با کارگردان فیلم‌های سه قدم بالاتر از بهشت و می‌خواهمت، یعنی فرناندو گونسالس مولینا همکاری نمود. در سال ۲۰۱۶، او در یک فیلم دلهره‌آور به نام مهمان نامرئی بازی کرد که به‌لحاظ تجاری موفق بود، اگرچه  با واکنش‌های متفاوت منتقدان روبرو شد. این فیلم در اسپانیا ۳٫۹ میلیون دلار و در چین ۱۷۲٫۴ میلیون یوان فروش داشت. در سایت راتن تومیتوز این فیلم بر اساس نقدهای ۸ منتقد، ۶۷ درصد محبوبیت داشت.
در سال ۲۰۱۸، کاساس در فیلم عکاس ماوتهاوزن بازی کرد که داستان فرانسیسکو بُـش، عکاس جمهوری‌خواه اسپانیایی را روایت می‌کند که در طول جنگ جهانی دوم به اردوگاه کار اجباری ماوتهاوزن فرستاده شد. کاساس برای بازی در نقش بُـش در دوران زندان، حدود ۱۲ کیلوگرم (۲۶ پوند) وزن کم کرد.
در اکتبر ۲۰۲۲، کاساس نخستین فیلم بلند خود با نامِ تنهایی‌ام بال دارد را در مقام کارگردان ساخت، که فیلمنامه‌اش را به‌همراه «دبورا فرانسوا» نگاشته بود و در آن برادرش اسکار کاساس نقش‌آفرینی نمود.

## فیلم‌شناسی

### سینما
| سال  | عنوان                 | نقش                     |
| ---- | --------------------- | ----------------------- |
| ۲۰۰۶ | باران تابستان         | موراتایا                |
| ۲۰۰۹ | سکس، مهمانی و دروغ    | تونی                    |
| ۲۰۰۹ | فرار مغزها            | امیلیو کاراباخوسا بنیتو |
| ۲۰۱۰ | بدن نئونی             | ریکی                    |
| ۲۰۱۰ | سه قدم بالاتر از بهشت | اوگو «آچه» الیورا       |
| ۲۰۱۲ | واحد ۷                | آنخل لارِس پاچکو         |
| ۲۰۱۲ | می‌خواهمت              | اوگو الیورا کاسترو      |
| ۲۰۱۳ | قاطر                  | خوان کاسترو             |
| ۲۰۱۳ | جادوگران سوگاراموردی  | آنتونیو «تونی»          |
| ۲۰۱۳ | اسماعیل               | فلیکس                   |
| ۲۰۱۴ | ۳۳                    | آلکس وگا                |
| ۲۰۱۴ | بهشت                  | گولی                    |
| ۲۰۱۵ | شب بزرگ من            | آدانه                   |
| ۲۰۱۵ | درختان نخل در برف     | کیلیان                  |
| ۲۰۱۶ | تورو                  | تورو                    |
| ۲۰۱۶ | مهمان نامرئی          | آدریان دوریا            |
| ۲۰۱۷ | بار                   | ناچو                    |
| ۲۰۱۷ | زیر پوست گرگ          | مارتینون                |
| ۲۰۱۸ | عکاس ماوتهاوزن        | فرانسیسکو بُش            |
| ۲۰۱۹ | خدا نگهدار            | خوآن                    |
| ۲۰۲۰ | مستأجر                | توماس                   |
| ۲۰۲۰ | بهیار                 | آنخل                    |
| ۲۰۲۰ | عبور از خط قرمز       | دانی                    |
| ۲۰۲۳ | جعبه پرنده بارسلونا   | سباسین                  |

### تلویزیون
| سال       | عنوان                   | نقش                  | توضیح                                    |
| --------- | ----------------------- | -------------------- | ---------------------------------------- |
| ۲۰۲۱      | بی‌گناه                  | ماتئو ویدال          | ۸ قسمت از مینی‌سریال                      |
| ۲۰۱۹      | غریزه                   | مارکو مور            | ۸ قسمت از مینی‌سریال                      |
| ۲۰۱۸      | پاکیتا سالاس            | در نقش خودش          | بازی در قسمت «راز»                       |
| ۲۰۱۳–۲۰۱۱ | کشتی                    | اولیسس گارمندیا      | بازی در ۴۳ قسمت                          |
| ۲۰۱۰–۲۰۰۷ | مردان پاکو              | آیتور کاراسکو        | بازی در ۷۹ قسمت                          |
| ۲۰۰۷–۲۰۰۶ | اس‌ام‌اس: بی‌واهمه از رؤیا | ژاوی یورنس           | بازی در ۱۸۴ قسمت                         |
| ۲۰۰۶      | زنان                    | در نقش خودش          | بازی در قسمت «ایرنه» (حضور افتخاری)      |
| ۲۰۰۵      | وسواس                   | نیکلاس «نیکو» کاستیا | ۷ قسمت                                   |
| ۲۰۰۵      | انگیزه‌های شخصی          | حضور افتخاری         | بازی در قسمت «عاقبتِ ویکتوریا کاستلانوس؟» |

## جوایز و نامزدی‌ها
| سال  | جایزه                                | رشته/شاخه                    | نام اثر               | نتیجه    | منبع          |
| ---- | ------------------------------------ | ---------------------------- | --------------------- | -------- | ------------- |
| ۲۰۰۹ | چهاردهمین دوره جشنوارهٔ لِـس‌گای‌سینه‌ماد | جایزهٔ نقش‌آفرینی لِـس‌گای‌       | سکس، مهمانی و دروغ    | برنده    | [ ۱۴ ] [ ۱۵ ] |
| ۲۰۱۱ | ۶۱مین دوره جوایز فوتوگراماس سیمین    | بهترین بازیگر مرد            | سه قدم بالاتر از بهشت | نامزدشده | [ ۱۶ ]        |
| ۲۰۱۱ | جایزهٔ ای‌سی‌ئی لاتین                   | بهترین بازیگر جدید           | سه قدم بالاتر از بهشت | برنده    | [ ۱۷ ]        |
| ۲۰۱۲ | ۶۲مین دوره جوایز فوتوگراماس سیمین    | بهترین بازیگر تلویزیون       | کشتی                  | نامزدشده | [ ۱۸ ]        |
| ۲۰۱۲ | نخستین دورهٔ جوایز هواداران نئوکس     | بهترین بازیگر سینمای اسپانیا | می‌خواهمت              | برنده    | [ ۱۹ ]        |
| ۲۰۱۴ | نخستین دورهٔ جوایز فروس               | بهترین بازیگر نقش مکمل مرد   | جادوگران سوگاراموردی  | برنده    | [ ۲۰ ]        |
| ۲۰۱۴ | نخستین دورهٔ جوایز فروس               | بهترین بازیگر مرد            | قاطر                  | نامزدشده | [ ۲۰ ]        |
| ۲۰۱۶ | سومین دورهٔ جوایز فروس                | بهترین بازیگر نقش مکمل مرد   | شب بزرگ من            | برنده    | [ ۲۱ ]        |
| ۲۰۲۱ | هشتمین دورهٔ جوایز فروس               | بهترین بازیگر فیلم سینمایی   | عبور از خط            | برنده    | [ ۲۲ ]        |
| ۲۰۲۱ | ۳۵مین دورهٔ جوایز گویا                | بهترین بازیگر مرد            | عبور از خط            | برنده    | [ ۲۳ ]        |
| ۲۰۲۱ | سیزدهمین دورهٔ جوایز گائودی           | بهترین بازیگر مرد            | عبور از خط            | برنده    | [ ۲۴ ]        |